# Psallus varians
Psallus varians är en insektsart som först beskrevs av Herrich-schaeffer 1841.  Psallus varians ingår i släktet Psallus, och familjen ängsskinnbaggar. Arten är reproducerande i Sverige.

## Bildgalleri

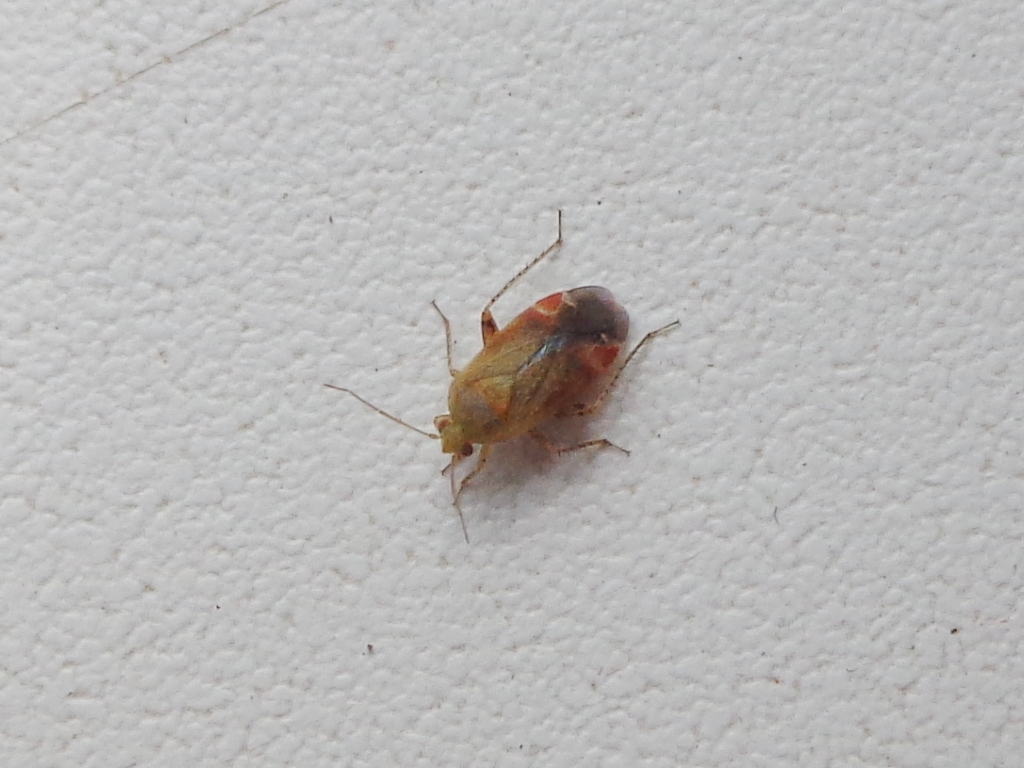